# 沙州
沙州（さしゅう）は、中国にかつて存在した州。五胡十六国時代から元初にかけて、現在の甘粛省敦煌市一帯に設置された。

## 概要
前涼の張駿のとき、敦煌郡・晋昌郡・高昌郡・西域都護・戊己校尉・玉門大護軍の3郡3営を管轄する沙州が立てられた。
400年、西涼の李暠が沙州刺史を自称した。401年、後秦の姚興が涼州を攻撃すると、沮渠蒙遜が姚興に遣使し、姚興は沮渠蒙遜を沙州刺史に任じた。吐谷渾の阿豺や慕璝は南朝宋の冊封を受けて、沙州刺史に任じられた。
619年（武徳2年）、唐により隋の敦煌郡に瓜州が置かれた。622年（武徳5年）、瓜州は西沙州と改称された。633年（貞観7年）、西沙州は沙州と改称された。742年（天宝元年）、沙州は敦煌郡と改称された。758年（乾元元年）、敦煌郡は沙州と改称された。沙州は敦煌・寿昌の2県を管轄した。安史の乱の後、吐蕃が沙州を含む河西回廊一帯を占領した。晩唐には沙州の張議潮が河西11州を奪って唐に帰順し、唐の帰義軍節度使となった。帰義軍節度使張承奉のとき、西漢白衣天子を称して西漢金山国を建国した。
五代の後梁のころ、張氏の帰義軍節度使が断絶し、沙州長史の曹議金が州人に推されて台頭した。曹議金は後唐により沙州刺史・帰義軍節度使に任じられた。曹氏帰義軍8代の曹賢順のころ、帰義軍は西夏に滅ぼされ、沙州も西夏の統治下に入った。
1280年（至元17年）、元により沙州は沙州路総管府に昇格した。
1403年（永楽元年）、明により沙州衛が置かれた。

## 広元の沙州
本節では、南北朝時代から唐初にかけて、現在の四川省広元市一帯に設置された沙州について述べる。
479年（建元元年）、南朝斉により白水県に沙州が置かれたが、楊広香は都督沙州諸軍事・平羌校尉・沙州刺史となった。516年（天監15年）、南朝梁により沙州は北益州と改称された。553年（廃帝2年）、西魏が蕭紀を攻撃し、北益州を奪い、沙州と改称された。沙州は平興郡の平興・白水・魚盤の3県を管轄した。
605年（大業元年）、隋により沙州は廃止され、管轄県は利州に統合された。
621年（武徳4年）、唐により利州の景谷県が分離されて沙州が置かれた。627年（貞観元年）、沙州は廃止された。